# Haplogonaria
Haplogonaria is een geslacht uit de familie Proporidae.

## Soorten
Het geslacht bestaat uit 18 soorten:
- Haplogonaria amarilla Hooge & Eppinger, 2005
- Haplogonaria arenaria Ax, 1959
- Haplogonaria baki Hooge & Tyler, 2015
- Haplogonaria elegans Faubel, 1976
- Haplogonaria glandulifera Dörjes, 1968
- Haplogonaria idia Marcus, 1954
- Haplogonaria macrobursalia Dörjes, 1968
- Haplogonaria macrobursalis Dörjes, 1968
- Haplogonaria minima Westblad, 1946
- Haplogonaria pellita Marcus, 1951
- Haplogonaria phyllospadicis Hooge & Tyler, 2003
- Haplogonaria psammalia Faubel, 1974
- Haplogonaria schillingi Hooge & Tyler, 2015
- Haplogonaria simplex Dörjes, 1968
- Haplogonaria sinubursalia Dörjes, 1968
- Haplogonaria sophiae Hooge & Rocha, 2006
- Haplogonaria stradbrokensis Hooge, 2003
- Haplogonaria arenicolae Faubel & Warwick, 2005 (nomen nudum)